# 临湖镇 (苏州市)
31°7′26″N 120°27′58″E / 31.12389°N 120.46611°E
临湖镇位于中国江苏省苏州市南部，东西两面濒临太湖。2006年，撤销浦庄镇、渡村镇，成立临湖镇，镇政府驻原渡村镇。全镇区域面积54.7平方公里，辖12个行政村和2个社区，常住人口4.2万。
临湖镇工农业发达。太湖特种水产养殖颇有规模。20世纪80年代，原渡村镇就兴起了羊毛衫产业，目前羊毛衫产业已经形成规模，全镇已拥有200多家企业，年产能达4000多万件。

临湖镇隶有12个行政村和2个社区: 渡村社区、浦庄社区和灵湖村、牛桥村、石庄村、石舍村、前塘村、界路村、石塘村、采莲村、陆舍村、浦庄村、湖桥村、东吴村。